# Aristodemo (Pucitta)
Aristodemo è un'opera in due atti di Vincenzo Pucitta, su libretto di Vincenzo Monti. La prima rappresentazione ebbe luogo al King's Theatre di Londra nel 1814.

## Trama
La vicenda si svolge nella Messene dell'VIII secolo a.C. a segue la trama dell'omonima tragedia di Vincenzo Monti, fra l'altro librettista dell'opera. Aristodemo, neoeletto re di Messene, alfine di scongiurare la caduta della propria città per mano di Sparta, sacrifica brutalmente la propria figlia Dirce per soddisfare un oracolo, che vedeva unico mezzo per la salvezza di Messene il sangue di una rampolla della stirpe d'Epito, di cui fa parte Aristodemo. Questi però viene tormentato dai rimorsi, resi più lievi in parte dell'amore della prigioniera spartana Cesira per il re, e inizialmente il sovrano guida con energia il suo popolo contro gli assalti di Sparta e del suo ambasciatore Lisandro, nemico giurato di Aristodemo giacché amante della defunta Dirce. Alla fine l'epilogo nel dramma originario sarà tragico, giacché Lisandro, riottenuto il possesso di Cesira, svela al re che la ragazza è sua figlia, sottratta da bambina al padre; tormentato dai rimorsi, Aristodemo decide dunque di suicidarsi. Nell'opera, però, il finale sarà lieto, poiché Aristodemo deciderà per amore di Cesira di serbarsi in vita.

## Struttura musicale
- Sinfonia

### Atto I
- N. 1 - Introduzione Quando di pace (Coro, Gonippo)
- N. 2 - Cavatina Cessi di tromba il suono (Lisandro)
- N. 3 - Coro e Cavatina Come la vaga aurora - Come quest'anima (Cesira, Coro)
- N. 4 - Cavatina Sì morirò... son pronto (Aristodemo)
- N. 5 - Duetto Se la guerra vuol Messene (Lisandro, Aristodemo)
- N. 6 - Finale I Cessino alfine i palpiti (Aristodemo, Cesira, Lisandro, Gonippo, Coro)

### Atto II
- N. 7 - Duetto Vieni al mio seno (Aristodemo, Cesira)
- N. 8 - Coro Lascia l'Eliso (Argene, Coro)
- N. 9 - Aria Ombra dell'idol mio (Lisandro)
- N. 10 - Aria Questo placido sorriso (Aristodemo, [Cesira], Coro, [Gonippo])
- N. 11 - Preghiera Vedi il pianto, o ciel pietoso (Cesira)
- N. 12 - Duetto Nel tuo gentil sembiante (Lisandro, Cesira)
- N. 13 - Finale II Ove m'ascondo! (Aristodemo, Coro, Cesira, Eumeo, Lisandro, Gonippo, Argene, Palamede)